# Relaciones El Salvador-Uruguay
Las Relaciones El Salvador-Uruguay se refieren a las relaciones bilaterales entre la República de El Salvador y la República Oriental del Uruguay. Ambas naciones son miembros de la Comunidad de Estados Latinoamericanos y del Caribe, Grupo de los 77, Naciones Unidas, Organización de Estados Americanos y la Organización de Estados Iberoamericanos.

## Historia
Durante la colonización española, ambas naciones formaron parte del Imperio español. Durante el período colonial español, El Salvador fue gobernado por el Virreinato de Nueva España en la Ciudad de México, mientras que Uruguay fue parte del Virreinato del Río de la Plata y se administró desde Buenos Aires. En 1828, Uruguay obtuvo su independencia después de la Guerra del Brasil. En 1841, El Salvador obtuvo su independencia después de la disolución de la República Federal de Centro América. En enero de 1929, ambas naciones establecieron relaciones diplomáticas.
Las relaciones bilaterales entre ambas naciones han tenido lugar principalmente en foros multilaterales. En 2006, el presidente salvadoreño Elías Antonio Saca viajó al Uruguay para asistir a la XVI Cumbre Iberoamericana en Montevideo. En 2008, el presidente uruguayo Tabaré Vázquez viajó a El Salvador para asistir a la XVIII Cumbre Iberoamericana en San Salvador. En diciembre de 2012, el vicepresidente salvadoreño, Salvador Sánchez Cerén, visitó Uruguay y se reunió con el presidente José Mujica.

## Acuerdos bilaterales
Ambas naciones han firmado varios acuerdos, como un Acuerdo de Cooperación Técnica (1986); Memorando de Entendimiento para regular las relaciones de cooperación (1999); Acuerdo de Cooperación Técnica sobre el Medio Ambiente y el Cambio Climático (2013); Acuerdo de Cooperación Educativa y Cultural (2013); Acuerdo de Cooperación Política (2013); Acuerdo de Cooperación Económica y Comercial (2013); Acuerdo de Cooperación Turística (2013); Acuerdo de Cooperación Técnica y Científica (2013) y un Acuerdo de Cooperación en materia de Operaciones de Paz (2013).

## Misiones diplomáticas residentes
- El Salvador tiene una embajada en Montevideo.[3]
- Uruguay tiene una embajada en San Salvador.